# فريد إلياس الخازن
فريد الياس الخازن، سياسي وأكاديمي لبناني.

## دراسته
نال درجة الدكتوراه في الدراسات الدولية من جامعة جونز هوبكنز. كما حصل على درجة البكالوريوس في الاقتصاد من جامعة ولاية ميسوري. وبالإضافة إلى ذلك، درس لفترة وجيزة في جامعة كورنيل.

## عمله
شغل فريد الخازن وظيفة أستاذ ورئيس قسم الدراسات السياسية في الجامعة الأميركية في بيروت. وهو أيضا نائب حالي في البرلمان اللبناني عن كتلة الإصلاح والتغيير التابعة للتيار الوطني الحر. حصل على 52.4٪ من الأصوات في دائرته في الانتخابات العامة عام 2009، وفاز 60٪ من الأصوات في الانتخابات العامة عام 2005.

## مؤلفاته
له كتب ومقالات متعددة باللغة الإنكليزية منها:
- The Breakdown of the State in Lebanon, 1967-1976 (ISBN 0-674-08105-6)[1][2]
- Political Parties in Postwar Lebanon: Parties in Search of Partisans (Middle East Journal, Vol. 57, No. 4, Autumn 2003, p. 605-624)[3]
- Lebanon – Independent No More (The Middle East Quarterly, Winter 2001, p. 43-50)
- Lebanon's First Postwar Parliamentary Election, 1992: An Imposed Choice (Oxford: Centre for Lebanese Studies, February 1998, ISBN 1870552741)[4]
- Permanent Settlement of Palestinians in Lebanon: A Recipe for Conflict (Journal of Refugee Studies, Vol. 10, No. 3, 1997)
- The Communal Pact of National Identities: The Making and Politics of the 1943 National Pact (Oxford: Centre for Lebanese Studies, October 1991, ISBN 1870552202)[5]
- Winds of Change in Arab World Buffet Christian Communities (translated by Al-Monitor, 7 March 2012)